# 김병규 (1990년)
김병규(한국 한자: 金秉奎, 1990년 3월 22일 ~ )는 대한민국의 전 축구 선수이며, 포지션은 공격수였다.